# Монтегю-Ванде
Монтегю-Ванде (фр. Montaigu-Vendée) — муніципалітет у Франції, у регіоні Пеї-де-ла-Луар, департамент Вандея. Монтегю-Ванде утворено 1 січня 2019 року шляхом злиття муніципалітетів Буффере, Ла-Гюїоньєр, Монтегю, Сен-Жорж-де-Монтегю i Сен-Ілер-де-Луле. Адміністративним центром муніципалітету є Монтегю. Населення — 20 605 осіб (01.01.2021).